# Ourlal (distrito)
Ourlal é um distrito localizado na província de Biskra, Argélia,[carece de fontes?] e cuja capital é a cidade Ourlala. O distrito está dividido em quatro comunas.